# Gabriela Grillo
Gabriela Dagmar Grillo (Duisburgo, 19 de agosto de 1952-Mülheim an der Ruhr, 25 de febrero de 2024) fue una jinete alemana que compitió en la modalidad de doma.
Participó en los Juegos Olímpicos de Montreal 1976, obteniendo una medalla de oro en la prueba por equipos (junto con Harry Boldt y Reiner Klimke), y el cuarto lugar en la prueba individual.
Ganó dos medallas de oro en el Campeonato Mundial de Doma, en los años 1978 y 1982, y cuatro medallas en el Campeonato Europeo de Doma entre los años 1977 y 1981.
Fue galardonada en 1976 con la Silbernes Lorbeerblatt y en 2021 con la Cruz de la Orden del Mérito.

## Palmarés internacional
| Juegos Olímpicos   | Juegos Olímpicos       | Juegos Olímpicos  | Juegos Olímpicos |
| Año                | Lugar                  | Medalla           | Categoría        |
| ------------------ | ---------------------- | ----------------- | ---------------- |
| 1976               | Montreal (Canadá)      | Medalla de oro    | Por equipos      |
| Campeonato Mundial |                        |                   |                  |
| Año                | Lugar                  | Medalla           | Categoría        |
| 1978               | Goodwood (Reino Unido) | Medalla de oro    | Por equipos      |
| 1982               | Lausana (Suiza)        | Medalla de oro    | Por equipos      |
| Campeonato Europeo |                        |                   |                  |
| Año                | Lugar                  | Medalla           | Categoría        |
| 1977               | San Galo (Suiza)       | Medalla de oro    | Por equipos      |
| 1979               | Århus (Dinamarca)      | Medalla de oro    | Por equipos      |
| 1981               | Laxenburg (Austria)    | Medalla de oro    | Por equipos      |
| 1981               | Laxenburg (Austria)    | Medalla de bronce | Individual       |